# 美少女紀行
美少女紀行（びしょうじょきこう）は、写真家の高橋生建による連作ヌード写真集。竹書房の「特冊新鮮組 増刊」の体裁で1994年から1999年に29号まで出版されたグラビア雑誌である。総集編が出し尽くされた後も、根強い人気から、映像版、豪華版、文庫版と形を変えて、たびたび復刻出版された。
CD-ROMとビデオも発売され、後者はDVD媒体で復刻となった。3周年記念には通販と一部の店頭販売で愛蔵版豪華本も上梓された。
その後もそのモデル達の写真集はぶんか社「美少女の季節」（1999年）、ビブロス「Euro Beauty 114」（2000年）、テイアイエス「Euro Fairies P.S.dream」と「Euro Fairies P.S. Rouge」（2002年）、鹿砦社「ロシアン・エロス」（2003年）と出版社を越え上梓された。

## 特別新鮮組 増刊

### vol.1-4東欧編（1994-95年刊行）
- エルヴィラ・アダシェフスカ
- シルヴィア・パツラ
- パウラ・クリムチョバ
- マルゴジャータ・ヴェルネル etc.

### vol.5-7北欧編（1995年刊行）
- カリタ・リナモ（5号のカバーモデル）
- ヴィクトリア・シルヴステッド（Victoria Silvstedt、7号のカバーモデル、1997 プレイメイト・オブ・ザ・イヤー）
- トゥーリー・ロォート（6号のカバーモデル）
- スージー・クリスチャンセン
- ヘイディ・グスタフソン

### vol.8-11ロシア編（1995-96年刊行）
- エレナ・ボーギナ（8号のカバーモデル、その後、エストニア編でもカバー再登場）
- ターニャ・イグナチェバ
- アーニャ・ポレザエバ
- コンドラショワ・ベロニカ
- イワノバ・スベタ etc.

### vol.12-13ハンガリー編（1996年刊行）
- エゲルハージ・ジャネット
- ペッシ・ソフィー
- エーネイ・モニカ
- ノージ・アゴタ etc.

### vol.14-16ウクライナ編（1997年刊行）
- ダーナ
- アリーシャン
- ザリナ （15号のカバーモデル）

### vol.17スペシャル編（1997年刊行）
- ナディア
- リンダ
- フラビア
- ナラ
- アレサンドラ
- 朴恵真

### vol.18-20シチリア編（1997年刊行）
- ラーラ（シチリア総集編のカバーモデル）
- アレッシア
- オルガ・コンティ etc.

### vol.21-23ベラルーシ編（1998年刊行）
- スジャーナ・ヤンナ
- ゼニア・レベデヴァ
- クリアーナ・ロマネンコ
- インガ・ラドムスカヤ etc.

### vol.24-26St.ペテルブルグ編（1998-99年刊行）
- リアナ・ビグローブ（総集編のカバーモデル）
- クリスチーナ・イグナチエヴァ etc.

### vol.27-29エストニア編（1999年刊行）
- ニーナ
- ヤニカ etc.

（撮影は中川秀樹）

## 総集編MAX

### ハンガリー編
（特別企画、既往分のモデルの未公開フォトによる超愛蔵版あり）

### ウクライナ編
（雑誌体裁掲載のアジア女性のフォトもあり）

## 愛蔵版豪華本
1ページを丸ごと1枚が占め見開きも多いが紙質が良い。

## ビデオ
DVDで復刻された。東欧編と北欧編。

## フォトCD
解像度が低い